# Gyeonghwa-dong
Gyeonghwa-dong (koreanska: 경화동) är en stadsdel i staden Changwon i provinsen Södra Gyeongsang, i den sydöstra delen av Sydkorea,  300 km sydost om huvudstaden Seoul. Den ligger i stadsdistriktet Jinhae-gu.